# Puerto Tejada (kommunhuvudort)
Puerto Tejada är en kommunhuvudort i Colombia.   Den ligger i departementet Cauca, i den västra delen av landet, 300 km sydväst om huvudstaden Bogotá. Puerto Tejada ligger 969 meter över havet och antalet invånare är 53 674.
Terrängen runt Puerto Tejada är platt. Runt Puerto Tejada är det ganska tätbefolkat, med 108 invånare per kvadratkilometer. Puerto Tejada är det största samhället i trakten. Omgivningarna runt Puerto Tejada är en mosaik av jordbruksmark och naturlig växtlighet.